# Тугулым (посёлок)
Тугулы́м — посёлок в Тугулымском городском округе Свердловской области России. Расположен при одноимённой железнодорожной станции на 2078-м километре Транссибирской магистрали.

## Географическое положение
Посёлок Тугулым расположен к западу от районного и окружного центра — одноимённого посёлка городского типа Тугулыма, в пяти километрах от центра последнего, на правом берегу реки Тугулымки — левого притока реки Пышмы. По северной окраине посёлка Тугулыма проходит автомагистраль федкрального значения Р351 (Сибирский тракт), а через сам посёлок — Транссибирская магистраль. В посёлке имеется станция Тугулым Свердловской железной дороги.

## История
С 1 октября 2017 года согласно областному закону N 35-ОЗ статус изменён с посёлка железнодорожной станции на посёлок.

## Население
| 2002 | 2010 | 2021 |
| ---- | ---- | ---- |
| 774  | ↘694 | ↘602 |